# ヘタフェCF
ヘタフェCF（Getafe Club de Fútbol S.A.D.）は、スペインのマドリード州ヘタフェに本拠地を置くサッカークラブ。プリメーラ・ディビシオンに所属している。

## 概要
1946年に設立され、1983年に再設立された。2004-05シーズンにプリメーラ・ディビシオン（1部）に初参戦した。2011年4月25日、クラブはドバイにあるロイヤル・エミレーツ・グループに7000万ユーロから9000万ユーロで買収された。
ヘタフェにあるコリセウムを本拠地として使用している。このスタジアムは1998年に開場した当時、地元出身（ただし当チームに在籍したことはない）の著名なサッカー選手アルフォンソ・ペレスの名を冠して「コリセウム・アルフォンソ・ペレス」と呼ばれていた。しかしペレスが女子サッカーに対して性差別的な発言をしたことが問題視され、2023年にスタジアム名からペレスの名前が削除されて「コリセウム」に改称された。。
コリセウムの完成以前は、ラス・マルガリータス・スポーツ公園(Sports City of Las Margaritas)にあるエスタディオ・デ・ラス・マルガリータスを本拠地として使用していた。
同じマドリード自治州の両名門クラブレアル・マドリード、アトレティコ・マドリードとの関係は比較的良好。そのためレアル・マドリード、アトレティコ・マドリードから若手選手をレンタルで獲得することも多い。またバレンシアCFとも密接な繋がりがあり、ヘタフェCFで実績を挙げたキケ・サンチェス・フローレス監督や2021年にはホセ・ボルダラスがバレンシアCFに引き抜かれたり、バレンシアCFの若手有望選手をレンタルで獲得したりと交流が深い。なお、アンヘル・トーレス会長は熱心なマドリディスタ（レアル・マドリードのファン）である。

## 歴史

### クルブ・ヘタフェ・デポルティーボ

#### 創設
1945年、ヘタフェ在住のエンリケ・コンデス・ガルシア、アウレリオ・ミランダ・オラバリア、アントニオ・コリドール・ロサーノ、マヌエル・セラーノ・ベルガラ、ミゲル・クベロ・フランセスの5人がラ・マルケシーナ(La Marquesina)というバルに集い、ヘタフェ・クルブ・デ・フトボルの設立を決めた。公式には1946年2月24日に設立され、クルブ・ヘタフェ・デポルティーボと名づけられた。創設当初はゴールポストさえないカンポ・デル・レヒミエント・デ・アルティジェリアというグラウンドでプレーしていたが、すぐにサン・イシドロにある市営サン・イシドロ・スポーツセンターに移った。1956-57シーズン、CPビジャロベレードに勝利してテルセーラ・ディビシオン（当時3部）昇格を決めた。1957-58シーズンにはセグンダ・ディビシオン（2部）昇格に近づいたが、CDアルメリアに敗れて昇格を逃した。1969-70シーズンにはテルセーラ・ディビシオンへの昇格を決め、1970年9月2日に自前のスタジアムの落成試合を行った。フランシスコ・バラ会長が見守る中、ヘタフェは3-1でミチェリンに勝利した。1970-71シーズンはテルセーラ・ディビシオン残留を果たし、6年後にクラブ初のセグンダ・ディビシオン昇格を決めた。

#### セグンダ・ディビシオン昇格
クルブ・ヘタフェ・デポルティーボは6シーズンの間セグンダ・ディビシオンでプレーし、いくらかの成功を収めたが、6シーズンとも10位以下であった。1978年にはコパ・デル・レイのラウンド16でFCバルセロナと対戦し、ホームで行われたファーストレグではスター選手が揃うFCバルセロナ相手に3-3と引き分けたが、カンプ・ノウで行われたセカンドレグでは0-8と粉砕された。1981-82シーズン終盤には選手への給料が支払われず、自動降格処分が下され、クラブは破産に追い込まれた。この一方で、1976年9月1日にはナショナル・スポーツ・カウンシルに新クラブが設立され、カスティージャ地方連盟に所属した。このクラブはペーニャ・マドリディスタ・ヘタフェ（レアル・マドリードのサポーターによるヘタフェ）として4シーズン、クルブ・デポルティーボ・ペーニャ・ヘタフェとして2シーズンプレーした。1982年7月10日、クルブ・デポルティーボ・ペーニャ・ヘタフェはより古くから存在するクルブ・ヘタフェ・プロメサスと統合し、再びカスティージャ地方連盟に登録した。

### ヘタフェ・クルブ・デ・フトボル

#### 再設立
1982年に合併したクラブを基にし、1983年7月8日、ヘタフェ・クルブ・デ・フトボルが公式に設立された。1983-84シーズンの地域リーグに登録してチームが始動し、4シーズン連続で昇格を決めて1987年にはセグンダ・ディビシオンB（3部）に到達した。1993-94シーズンにはセグンダ・ディビシオンで2位となってセグンダ・ディビシオンに昇格したが、2シーズンとも下位に低迷してセグンダ・ディビシオンBに舞い戻った。1997年にはテルセーラ・ディビシオン降格の危機が訪れたが、昇降格プレーオフでSDウエスカに勝利して降格を免れた。1998年1月1日にはコリセウム・アルフォンソ・ペレスが落成した。1990年代後半から2000年代前半にはセグンダ・ディビシオンとセグンダ・ディビシオンBを行き来するエレベータークラブであったが、2003-04シーズンはシーズンの大半を順位表の最上位で過ごした。CDテネリフェに勝利することでプリメーラ・ディビシオン（1部）昇格が決まる最終節はセルヒオ・パチョンの5得点で5-3と勝利し、クラブ初のトップリーグ昇格を決めた。レアル・マドリード、アトレティコ・マドリード、ラーヨ・バジェカーノに次いで、プリメーラ・ディビシオンに在籍するマドリード自治州内4番目のクラブとなり、マドリード市外のクラブとしては初のプリメーラ所属クラブとなった。

#### プリメーラ・ディビシオン昇格
トップリーグに挑戦するにあたってキケ・サンチェス・フローレス監督を招聘したが、2004-05シーズンは順位表の下位に沈む低調な出だしだった。ホームではRCDエスパニョール、アスレティック・ビルバオ、バレンシアCF、レアル・マドリードなどに勝利したが、アウェーではアスレティック・ビルバオから挙げた1勝に終わった。最終的には13位でシーズンを終え、昇格組3クラブの中で唯一残留を果たした。2005年夏にはキケ・フローレス監督をバレンシアCFに引き抜かれたため、レバンテUD監督を解任されたベルント・シュスター監督を起用した。2005-06シーズンはシュスター監督の目指したダイナミックで縦に早いサッカーがはまり、一時的にリーグ首位に立った。その後徐々に順位を落としたが、最終的には9位と健闘した。

#### 国内や欧州カップ戦での躍進
2006 FIFAワールドカップのスペイン代表メンバーにマリアーノ・ペルニアが選ばれ、ヘタフェCF在籍選手初のスペイン代表選手となった。2006-07シーズンのリーグ戦では再び9位となった。38試合でリーグ最少の33失点に抑え、12試合を完封したGKロベルト・アボンダンシェリはサモラ賞（最少失点率）を受賞した。2005-06シーズン以前はコパ・デル・レイで準々決勝に達したことさえなかったが、2006-07シーズンの同大会では準決勝でFCバルセロナを破って決勝に進出した。カンプ・ノウで行われたファーストレグは2-5で敗れたが、コリセウム・アルフォンソ・ペレスでのセカンドレグに4-0で勝利し、2試合合計6-5で劇的な逆転勝利を遂げた。エスタディオ・サンティアゴ・ベルナベウで行われた決勝ではセビージャFCに0-1で敗れ、初の主要タイトル獲得を逃した。セビージャFCはすでにUEFAチャンピオンズリーグ出場権を獲得していたため、ヘタフェCFがUEFAカップの出場権を獲得した。2007年夏にはベルント・シュスター監督がレアル・マドリードに去り、後任にはミカエル・ラウドルップ監督が就任した。ラウドルップ監督に率いられたクラブは14位でプリメーラ・ディビシオン残留を決めた。同シーズンのUEFAカップではグループリーグをわずか1敗の首位で通過し、その後も勝ち上がって準々決勝に進出した。準々決勝は4度のヨーロッパ王者の経験があるバイエルン・ミュンヘンとの対戦となり、アウェーでのファーストレグはロスタイムにコスミン・コントラが同点弾を挙げて1-1で終えた。ホームでのセカンドレグでは開始6分にルベン・デ・ラ・レーが退場処分を受けたが、前半終了間際にコントラが先制点を挙げた。しかし、試合終了間際の89分にフランク・リベリーが同点弾を決め、試合は延長戦にもつれ込んだ。延長の早い段階にハビエル・カスケーロと途中出場のブラウリオ・ノブレガが得点して3-1とリードしたが、バイエルンはルカ・トーニの2得点で3-3と追いついた。2試合合計4-4の同点であったが、アウェーゴールルールが適用されてバイエルンの勝ち上がりが決まった。同シーズンのコパ・デル・レイでは2シーズン連続で決勝に進出したが、エスタディオ・ビセンテ・カルデロンで行われたバレンシアCF戦に1-3で敗れてまたもや準優勝に終わった。
2008年夏には、MFルベン・デ・ラ・レーが抜けた穴に元U-21ドイツ代表のMFオイゲン・ポランスキを加え、その他にもコパ・リベルタドーレス優勝に貢献したMFホフレ・ゲロン、レアル・マドリードからFWロベルト・ソルダードなどを加えて戦力の維持に努め、新監督には結果重視の守備的なサッカーに定評のあるビクトル・ムニョス監督を選んだ。しかし、GKオスカル・ウスタリがシーズン前に靭帯を損傷して長期離脱し、GKロベルト・アボンダンシェリが冬の移籍期間にボカ・ジュニアーズに復帰するなど、守備面からほころびを見せたチームはシーズン中に2度の4連敗を喫するなど不安定な成績に終始し、2009年4月にV・ムニョス監督が解任された。残り5試合を託されたミチェル監督は2006-07シーズンまでのボール保持を重視したスタイルに転換して2勝2分1敗で乗り切り、セグンダ・ディビシオン（2部）に降格したレアル・ベティスと同勝ち点の17位でプリメーラ・ディビシオン（1部）残留に成功した。
シーズン終了後にMFエステバン・グラネロやFWイケチュク・ウチェら攻撃の主力が抜けたものの、DFマネやMFペドロ・レオンなど即戦力の実力者を獲得した。関係が良好なレアル・マドリードからはGKジョルディ・コディーナ、DFミゲル・トーレス、MFダニエル・パレホの3選手をすべて完全移籍で獲得した。十分な準備期間を与えられたミチェル監督はプレシーズンの11試合を8勝3分（22得点8失点）の負けなしで終えた。2009-10シーズンはソルダードが16得点を記録するなど攻撃サッカーで旋風を巻き起こし、6位でUEFAヨーロッパリーグ出場権を獲得した。2010年夏にはソルダードやペドロ・レオンなどの主力選手が抜け、UEFAヨーロッパリーグではグループリーグ敗退に終わった。2010-11シーズンのリーグ戦では後半戦に調子を落とし、34節終了時には降格圏内の18位まで沈んだが、最終的には16位で辛うじて残留を決めた。2015-16シーズン、リーグを19位で終え、12年ぶりの二部降格となった。

#### 1部復帰後
降格1年で1部に復帰となった2017-18シーズンは、昨年からの続投となるホセ・ボルダラス監督のもと、相手のミスに乗じて攻めるリアクションサッカーを展開した。その甲斐あって、昇格1年目にして5年ぶりの1部トップ10入りを実現させた。2018-19シーズンはリーグ開幕戦こそレアル・マドリードに0-2と敗れるも、その後は安定したパフォーマンスを見せた。DFではジェネ・ダコナムやヴィトリーノ・アントゥネス、MFはネマニャ・マクシモヴィッチやウルグアイ人のマウロ・アランバリ、そしてFW陣では共にリーグ14ゴールの37歳のホルヘ・モリーナと3月にスペイン代表デビューを果たしたハイメ・マタらの活躍によって、CL出場権を逃したもののリーグ5位でフィニッシュし、EL出場権を獲得し大成功と言える1年となった。
2019-20シーズン、このシーズンもハードワークを主体にしたプレーで序盤戦から勝ち点を積み上げ、コロナ中断前の3月にはリーグ戦で4位の位置に付けていた。しかし、中断明け以降から徐々に調子を崩し、最終的にはリーグ8位でフィニッシュした。最終節のレバンテUD戦では、勝てば2シーズン連続のEL出場権獲得だったが、0-1と敗戦し、EL出場権は獲得できなかった。しかし、このシーズンのELではベスト16に進出。コロナの影響で一発勝負となったインテル戦に0-2で敗戦するも、ベスト32ではアヤックス・アムステルダムを下していた。
2021年5月27日、クラブを約4年間指揮したボルダラスが退任し、後任に2009年から2年間ヘタフェの監督を務めていたミチェルが再任した。

## ユニフォーム
伝統的にホームでは青色のシャツを着用する。アウェーでは一般に赤色のシャツを着用するが、これは近年は変更されつつある。ユニフォームのサプライヤーはホマ(Joma)である。
| 期間      | 胸スポンサー                       |
| --------- | ---------------------------------- |
| 2004-2005 | オプシオン（セントロ・デ・オシオ） |
| 2005-2006 | PSG                                |
| 2006-2009 | グルポ・ガルコ                     |
| 2009-     | バーガーキング                     |

## タイトル

### 国内タイトル
- セグンダ・ディビシオンB

優勝 (1): 1998-99

### 個人タイトル
- サモラ賞 :  ロベルト・アボンダンシェリ 2006-2007

## 成績
| シーズン | ディビジョン             | ディビジョン | ディビジョン | ディビジョン | ディビジョン | ディビジョン | ディビジョン | ディビジョン | ディビジョン | 国王杯    | 欧州カップ / その他  | 欧州カップ / その他  | リーグ戦最多得点者                            | リーグ戦最多得点者 |
| シーズン | リーグ                   | 試           | 勝           | 分           | 敗           | 得           | 失           | 点           | 順位         | 国王杯    | 欧州カップ / その他  | 欧州カップ / その他  | 選手                                          | 得点               |
| -------- | ------------------------ | ------------ | ------------ | ------------ | ------------ | ------------ | ------------ | ------------ | ------------ | --------- | -------------------- | -------------------- | --------------------------------------------- | ------------------ |
| 1983-84  | マドリード州7部リーグ    |              |              |              |              |              |              |              | 1位          |           |                      |                      |                                               |                    |
| 1984-85  | マドリード州6部リーグ    |              |              |              |              |              |              |              | 1位          |           |                      |                      |                                               |                    |
| 1985-86  | マドリード州5部リーグ    |              |              |              |              |              |              |              | 1位          |           |                      |                      |                                               |                    |
| 1986-87  | テルセーラ・ディビシオン | 38           | 17           | 10           | 11           | 64           | 45           | 44           | 6位          |           |                      |                      |                                               |                    |
| 1987-88  | セグンダ・ディビシオンB  | 38           | 18           | 11           | 9            | 71           | 41           | 65           | 3位          | 4回戦敗退 |                      |                      | アントニオ・リベラ                            | 20                 |
| 1988-89  | セグンダ・ディビシオンB  | 38           | 16           | 11           | 11           | 52           | 36           | 59           | 6位          | 1回戦敗退 |                      |                      | アントニオ・フローレス                        | 10                 |
| 1989-90  | セグンダ・ディビシオンB  | 38           | 18           | 15           | 5            | 54           | 30           | 51           | 2位          |           |                      |                      | アントニオ・リベラ                            | 20                 |
| 1990-91  | セグンダ・ディビシオンB  | 38           | 16           | 13           | 9            | 45           | 24           | 45           | 4位          | 4回戦敗退 |                      |                      | トト                                          | 8                  |
| 1991-92  | セグンダ・ディビシオンB  | 38           | 17           | 11           | 10           | 42           | 32           | 45           | 6位          | 5回戦敗退 |                      |                      | アントニオ・リベラ                            | 8                  |
| 1992-93  | セグンダ・ディビシオンB  | 38           | 15           | 17           | 6            | 42           | 28           | 47           | 4位          | 3回戦敗退 |                      |                      | アントニオ・リベラ                            | 8                  |
| 1993-94  | セグンダ・ディビシオンB  | 38           | 17           | 16           | 5            | 53           | 31           | 50           | 2位          | 4回戦敗退 |                      |                      | フリアン・ロメロ                              | 12                 |
| 1994-95  | セグンダ・ディビシオン   | 38           | 5            | 20           | 13           | 26           | 42           | 30           | 18位         | 3回戦敗退 |                      |                      | フリアン・ロメロ                              | 6                  |
| 1995-96  | セグンダ・ディビシオン   | 38           | 7            | 11           | 20           | 30           | 52           | 32           | 19位         | 2回戦敗退 |                      |                      | ゴラン・ストイリコヴィッチ                    | 15                 |
| 1996-97  | セグンダ・ディビシオンB  | 38           | 12           | 9            | 17           | 44           | 54           | 45           | 16位         | 1回戦敗退 |                      |                      | ペペ・メル                                    | 17                 |
| 1997-98  | セグンダ・ディビシオンB  | 38           | 17           | 6            | 15           | 45           | 40           | 57           | 7位          |           |                      |                      | ナチョ・シエラ                                | 20                 |
| 1998-99  | セグンダ・ディビシオンB  | 38           | 21           | 9            | 8            | 50           | 23           | 72           | 1位          |           |                      |                      | アンドレス・クリエル                          | 13                 |
| 1999-00  | セグンダ・ディビシオン   | 42           | 13           | 9            | 20           | 39           | 51           | 48           | 19位         | 1回戦敗退 |                      |                      | カイク ホセ・ロドリゲス・パラード             | 10                 |
| 2000-01  | セグンダ・ディビシオン   | 42           | 8            | 11           | 23           | 42           | 65           | 35           | 21位         | ベスト64  |                      |                      | マイケル・ハーマン                            | 12                 |
| 2001-02  | セグンダ・ディビシオンB  | 38           | 17           | 10           | 11           | 57           | 43           | 61           | 5位          | ベスト64  |                      |                      | イニャキ・センサーノ                          | 11                 |
| 2002-03  | セグンダ・ディビシオン   | 42           | 13           | 14           | 15           | 52           | 55           | 53           | 11位         | ベスト32  |                      |                      | ゲオルゲ・クライオヴェアヌ                    | 9                  |
| 2003-04  | セグンダ・ディビシオン   | 42           | 20           | 16           | 6            | 55           | 38           | 76           | 2位          | ベスト64  |                      |                      | ミチェル                                      | 15                 |
| 2004-05  | ラ・リーガ               | 38           | 12           | 11           | 15           | 38           | 46           | 47           | 13位         | ベスト16  |                      |                      | ミチェル セルヒオ・パチョン                   | 5                  |
| 2005-06  | ラ・リーガ               | 38           | 15           | 9            | 14           | 54           | 49           | 54           | 9位          | ベスト16  |                      |                      | マリアーノ・ペルニア ヴェリコ・パウノヴィッチ | 10                 |
| 2006-07  | ラ・リーガ               | 38           | 14           | 10           | 14           | 39           | 33           | 52           | 9位          | 準優勝    |                      |                      | ダニ・グイサ                                  | 11                 |
| 2007-08  | ラ・リーガ               | 38           | 12           | 11           | 15           | 44           | 48           | 47           | 14位         | 準優勝    | UEFAカップ           | ベスト8              | マヌエル・デル・モラル フアン・アルビン       | 7                  |
| 2008-09  | ラ・リーガ               | 38           | 10           | 12           | 16           | 50           | 56           | 42           | 17位         | ベスト32  |                      |                      | ロベルト・ソルダード                          | 13                 |
| 2009-10  | ラ・リーガ               | 38           | 17           | 7            | 14           | 58           | 48           | 58           | 6位          | ベスト4   |                      |                      | ロベルト・ソルダード                          | 16                 |
| 2010-11  | ラ・リーガ               | 38           | 12           | 8            | 18           | 49           | 60           | 44           | 16位         | ベスト16  | UEFAヨーロッパリーグ | グループステージ敗退 | マヌエル・デル・モラル                        | 9                  |
| 2011-12  | ラ・リーガ               | 38           | 12           | 11           | 15           | 40           | 51           | 47           | 11位         | ベスト32  |                      |                      | ミクー                                        | 12                 |
| 2012-13  | ラ・リーガ               | 38           | 13           | 8            | 17           | 43           | 47           | 47           | 10位         | ベスト16  |                      |                      | ディエゴ・カストロ                            | 7                  |
| 2013-14  | ラ・リーガ               | 38           | 11           | 9            | 18           | 35           | 54           | 42           | 13位         | ベスト16  |                      |                      | ペドロ・レオン アンヘル・ラフィタ             | 7                  |
| 2014-15  | ラ・リーガ               | 38           | 10           | 7            | 21           | 33           | 64           | 37           | 15位         | ベスト8   |                      |                      | アルバロ・バスケス                            | 7                  |
| 2015-16  | ラ・リーガ               | 38           | 9            | 9            | 20           | 37           | 67           | 36           | 19位         | ベスト32  |                      |                      | パブロ・サラビア                              | 7                  |
| 2016-17  | セグンダ・ディビシオン   | 42           | 18           | 14           | 10           | 55           | 43           | 68           | 3位          | 2回戦敗退 |                      |                      | ホルヘ・モリーナ                              | 20                 |
| 2017-18  | ラ・リーガ               | 38           | 15           | 10           | 13           | 42           | 33           | 55           | 8位          | ベスト32  |                      |                      | アンヘル                                      | 13                 |
| 2018-19  | ラ・リーガ               | 38           | 15           | 14           | 9            | 48           | 35           | 59           | 5位          | ベスト8   |                      |                      | ホルヘ・モリーナ ハイメ・マタ                 | 14                 |
| 2019-20  | ラ・リーガ               | 38           | 14           | 12           | 12           | 43           | 37           | 54           | 8位          | 2回戦敗退 | UEFAヨーロッパリーグ | ベスト16             | ハイメ・マタ                                  | 11                 |
| 2020-21  | ラ・リーガ               | 38           | 9            | 11           | 18           | 28           | 43           | 38           | 15位         | 2回戦敗退 |                      |                      | ハイメ・マタ アンヘル                         | 5                  |
| 2021-22  | ラ・リーガ               | 38           | 8            | 15           | 15           | 33           | 41           | 39           | 15位         | 2回戦敗退 |                      |                      | エネス・ウナル                                | 15                 |
| 2022-23  | ラ・リーガ               | 38           | 10           | 12           | 16           | 34           | 45           | 42           | 15位         | ベスト32  |                      |                      | エネス・ウナル                                | 14                 |
| 2023-24  | ラ・リーガ               | 38           | 10           | 13           | 15           | 42           | 54           | 43           | 12位         | ベスト16  |                      |                      | ボルハ・マジョラル                            | 15                 |
| 2024-25  | ラ・リーガ               |              |              |              |              |              |              |              |              | ベスト8   |                      |                      |                                               |                    |

### 欧州の成績
| シーズン | 大会                 | ラウンド   | 対戦相手               | ホーム       | アウェー     | 合計    |  |
| -------- | -------------------- | ---------- | ---------------------- | ------------ | ------------ | ------- |  |
| 2007–08  | UEFAカップ           | プレーオフ | トゥウェンテ           | 1–0          | 2–3 (a.e.t.) | 3–3 (a) |  |
| 2007–08  | UEFAカップ           | グループG  | トッテナム             | N/A          | 2–1          | 1位     |  |
| 2007–08  | UEFAカップ           | グループG  | ハポエル・テルアビブ   | 1–2          | N/A          | 1位     |  |
| 2007–08  | UEFAカップ           | グループG  | AaB                    | N/A          | 2–1          | 1位     |  |
| 2007–08  | UEFAカップ           | グループG  | アンデルレヒト         | 2–1          | N/A          | 1位     |  |
| 2007–08  | UEFAカップ           | ラウンド16 | AEKアテネ              | 3–0          | 1–1          | 4–1     |  |
| 2007–08  | UEFAカップ           | 準々決勝   | ベンフィカ             | 1–0          | 2–1          | 3–1     |  |
| 2007–08  | UEFAカップ           | 準決勝     | バイエルン・ミュンヘン | 3–3 (a.e.t.) | 1–1          | 4–4 (a) |  |
| 2010–11  | UEFAヨーロッパリーグ | プレーオフ | APOEL                  | 1–0          | 1–1 (a.e.t.) | 2–1     |  |
| 2010–11  | UEFAヨーロッパリーグ | グループH  | OB                     | 2–1          | 1–1          | 3位     |  |
| 2010–11  | UEFAヨーロッパリーグ | グループH  | ヤング・ボーイズ       | 1–0          | 0–2          | 3位     |  |
| 2010–11  | UEFAヨーロッパリーグ | グループH  | シュトゥットガルト     | 0–3          | 0–1          | 3位     |  |
| 2019-20  | UEFAヨーロッパリーグ | グループC  | バーゼル               | 0-1          | 1-2          | 2位     |  |
| 2019-20  | UEFAヨーロッパリーグ | グループC  | クラスノダール         | 3-0          | 2-1          | 2位     |  |
| 2019-20  | UEFAヨーロッパリーグ | グループC  | トラブゾンスポル       | 1-0          | 1-0          | 2位     |  |
| 2019-20  | UEFAヨーロッパリーグ | ラウンド32 | アヤックス             | 2-0          | 1-2          | 3-2     |  |
| 2019-20  | UEFAヨーロッパリーグ | ラウンド16 | インテル               | 0-2          | 0-2          | 0-2     |  |

## 現所属メンバー
2024年1月12日現在
注：選手の国籍表記はFIFAの定めた代表資格ルールに基づく。
| No. | Pos. |              | 選手名                      |
| --- | ---- | ------------ | --------------------------- |
| 1   | GK   | チェコ       | イリー・レターチェク        |
| 2   | DF   | トーゴ       | ジェネ ★                    |
| 3   | DF   | アルゼンチン | ファブリシオ・アンジレリ () |
| 4   | DF   | スペイン     | フアン・ベロカル            |
| 5   | MF   | スペイン     | ルイス・ミジャ              |
| 6   | MF   | ナイジェリア | クリスタントゥス・ウチェ    |
| 7   | MF   | スペイン     | アレックス・ソラ            |
| 8   | MF   | ウルグアイ   | マウロ・アランバリ ()       |
| 9   | FW   | スペイン     | ボルハ・マジョラル          |
| 10  | FW   | トルコ       | ベルトゥ・ユルドゥルム      |
| 11  | MF   | スペイン     | ラモン・テラッツ            |
| 12  | DF   | カメルーン   | アラン・ニョム () ★         |

| No. | Pos. |                | 選手名                  |
| --- | ---- | -------------- | ----------------------- |
| 13  | GK   | スペイン       | ダビド・ソリア          |
| 14  | DF   | スペイン       | フアン・ベルナト        |
| 15  | DF   | パラグアイ     | オマル・アルデレーテ ★  |
| 16  | DF   | スペイン       | ディエゴ・リコ          |
| 17  | FW   | スペイン       | カルレス・ペレス        |
| 18  | FW   | ウルグアイ     | アルバロ・ロドリゲス () |
| 19  | FW   | ドミニカ共和国 | ペテル・ゴンサレス ()   |
| 20  | MF   | スペイン       | ヘスス・サンティアゴ    |
| 21  | DF   | スペイン       | フアン・イグレシアス    |
| 22  | DF   | ポルトガル     | ドミンゴス・ドゥアルテ  |
| 24  | FW   | スペイン       | フアンミ                |

※括弧内の国旗はその他保有国籍、もしくは市民権、星印はEU圏外選手を示す。

### リザーブチーム
注：選手の国籍表記はFIFAの定めた代表資格ルールに基づく。
| No. | Pos. |          | 選手名                      |
| --- | ---- | -------- | --------------------------- |
| 26  | MF   | スペイン | アルベルト・リスコ          |
| 28  | DF   | モロッコ | イスマエル・ベクハウチャ () |
| 29  | FW   | スペイン | コバ・ダ・コスタ ()         |
| 30  | DF   | スペイン | ゴルカ・リベラ              |
| 34  | DF   | スペイン | ダヴィド・アグエイアス      |
| 35  | GK   | スペイン | ジョルジジェ・メデニツァ    |

| No. | Pos. |          | 選手名                 |
| --- | ---- | -------- | ---------------------- |
| 36  | MF   | スペイン | アブドゥライ・ケイタ   |
| 37  | DF   | スペイン | ルカ・ローア           |
| 38  | FW   | スペイン | マルティン・クエラール |
| 40  | GK   | スペイン | ディエゴ・フェレール   |
| 42  | GK   | スペイン | ジョルジ・ベニト       |

### ローン移籍
in
注：選手の国籍表記はFIFAの定めた代表資格ルールに基づく。
| No. | Pos. |          | 選手名                                    |
| --- | ---- | -------- | ----------------------------------------- |
| 10  | FW   | トルコ   | ベルトゥ・ユルドゥルム (スタッド・レンヌ) |
| 11  | MF   | スペイン | ラモン・テラッツ (ビジャレアル)           |
| 17  | FW   | スペイン | カルレス・ペレス (セルタ・デ・ビーゴ)     |

| No. | Pos. |            | 選手名                                       |
| --- | ---- | ---------- | -------------------------------------------- |
| 18  | FW   | ウルグアイ | アルバロ・ロドリゲス (レアル・マドリード) () |
| 24  | FW   | スペイン   | フアンミ (レアル・ベティス)                  |

out
注：選手の国籍表記はFIFAの定めた代表資格ルールに基づく。
| No. | Pos. |          | 選手名                        |
| --- | ---- | -------- | ----------------------------- |
| --  | MF   | スペイン | カルレス・アレニャ (アラベス) |

### スタッフ
| 役職               | 氏名                   |
| ------------------ | ---------------------- |
| 監督               | ホセ・ボルダラス       |
| アシスタントコーチ | ナチョ・フェルナンデス |
| アシスタントコーチ | パトリ                 |
| GKコーチ           | フアンホ・ロア         |
| フィジカルコーチ   | アルベルト・ベロカル   |

## 歴代会長
- アントニオ・デ・ミゲル 1983-1992
- フランシスコ・フローレス 1992-2000
- フェリペ・ゴンサレス 2000-2001
- ドミンゴ・レボシオ 2001
- アンヘル・トーレス 2002-

## 歴代監督
- ルイス・サンチェス・ドゥケ 1994-95
- エミリオ・クルス 1995
- ルイス・アンヘル・ドゥケ 1996
- マヌエル・ガルシア・カルデロン 1997-98
- サンティアゴ・マルティン・プラード 1998-00
- フアンホ 2000
- マノロ・カノ 2000
- ゴンサロ・ウルタード 2001
- フェリネス 2001-03
- ペペ・ミル 2003
- ホス・ウリベ 2003-04
- キケ・サンチェス・フローレス 2004-2005
- ベルント・シュスター 2005-2007
- ミカエル・ラウドルップ 2007-2008
- ビクトル・ムニョス 2008-2009

- ミチェル 2009-2011
- ルイス・ガルシア・プラサ 2011-2014
- コスミン・コントラ 2014
- キケ・サンチェス・フローレス 2015
- パブロ・フランコ 2015
- フラン・エスクリバ 2015-2016
- フアン・エスナイデル 2016
- ホセ・ボルダラス 2016-2021
- ミチェル 2021
- キケ・サンチェス・フローレス 2021-2023
- ホセ・ボルダラス 2023-

## 歴代所属選手

### GK
- セルヒオ・サンチェス・サンチェス 2003-2005
- ロベルト・アボンダンシェリ 2006-2009
- オスカル・ウスタリ 2007-2012
- ハコボ・サンス 2008-2009
- ヴラディミル・ストイコヴィッチ 2008-2009
- ジョルディ・コディーナ 2009-
- メジェリ・バラージュ 2015-2016

### DF
- ダビド・ベレンゲル 2003-2010
- ハビエル・パレデス 2003-2005
- ラウール・アルビオル 2004-2005
- マリアーノ・ペルニア 2004-2006
- コスミン・コントラ 2005-2009
- アレクシス 2006-2007, 2012-2016

- ルーカス・リヒト 2006-2009
- フランク・シニョリーノ 2007-2010
- カタ・ディアス 2007-2012
- マリオ 2007-2011
- イブラヒム・カシュ 2008-2011
- マネ 2009-2013

### MF
- マリオ・コテロ 2003-2009
- フランシスコ・ガジャルド 2003-2004
- ガビ 2004-2005
- ハイメ・ガビラン 2005-2006,2008-2014
- ファビオ・セレスティーニ 2005-2010
- フアン・アンヘル・アルビン 2006-2011
- フランシスコ・ソウザ 2006-2009
- ハビエル・カスケーロ 2006-2012
- エステバン・グラネロ 2007-2009
- パブロ・エルナンデス 2007-2008
- ルベン・デ・ラ・レー 2007-2008

- オイゲン・ポランスキ 2008-2009
- アドリアン・ゴンサレス 2008-2010
- ラファ・ロペス 2008-
- ダニエル・パレホ 2009-2011
- デレク・ボアテング 2009-2011
- ペドロ・レオン 2009-2010, 2011-2016
- ペドロ・リオス 2009-2012
- メディ・ラセン 2011-2018
- サミール 2014.1-2015.2
- 柴崎岳 2017-2019
- マチュー・フラミニ 2018-2019

### FW
- ルイス・アラゴネス 1957-1958
- ジカ・クライオベアヌ 2002-2006
- リキ 2004-2006
- ダニエル・ゴンサレス・グイサ 2005–2007
- ヴェリコ・パウノヴィッチ 2005-2007

- マヌエル・デル・モラル 2006-2011
- ケパ・ブランコ 2007-2010
- イケチュク・ウチェ 2007-2009
- ホフレ・ゲロン 2008-2010
- ロベルト・ソルダード 2008-2010
- アンヘル・ロドリゲス　2017-2021

### 公式サイト
- 公式ウェブサイト （スペイン語）
- Getafe at La Liga （スペイン語） （英語）
- Futbolme team profile （スペイン語）
- Getafe CF Team Dubai website
- Peñas federation （スペイン語）

### 公式SNS
- ヘタフェCF (@GetafeCF) - X（旧Twitter）
- ヘタフェCF (@getafecf) - Instagram
- ヘタフェCF (GetafeCF) - Facebook
- ヘタフェCF (@getafecf) - TikTok
- ヘタフェCF - YouTubeチャンネル

### サポータークラブ
- Peña El Botellín （スペイン語）
- Peña Marea Azul （スペイン語）
- Peña Getafeweb （スペイン語）
- Comandos Azules （スペイン語）

### 公式ファンサイト
- SuperGeta.com （スペイン語）
- Azulones.com （スペイン語）
- Danish fansite
- Getafe at SvenskaFans （スウェーデン語）
- Scottish fansite
- Estadios de Espana